# Undertale Soundtrack
Undertale Soundtrack (estilizado como UNDERTALE Soundtrack) é um álbum de trilha sonora de Toby Fox, lançado em 2015 para o videogame Undertale.

## Desenvolvimento
A trilha sonora do jogo foi inteiramente composta pela Fox com FL Studio. Como músico autodidato, compôs a maioria das faixas com pouca iteração; o tema principal do jogo, "Undertale", foi a única música a passar por múltiplas iterações no desenvolvimento. A trilha sonora foi inspirada em músicas de jogos de RPG do Super Nintendo — como EarthBound e Live A Live — da série bullet hell Touhou Project, da banda de chiptune Anamanaguchi, também como o webcomic Homestuck, para o qual a Fox forneceu algumas músicas. Fox também afirmou que tenta se inspirar em todas as músicas que ouve, principalmente nas de videogame. Segundo a Fox, mais de 90% das músicas foram compostas especificamente para o jogo.  "Megalovania" (estilizada como "MEGALOVANIA"), a música usada durante a batalha contra Sans, já havia sido usada em Homestuck e em um dos ROM hackings de EarthBound de Fox. Para cada seção do jogo, Fox compôs a música antes da programação, pois ajudava a "decidir como a cena deveria ser".  Ele inicialmente tentou usar um rastreador de música para compor a trilha sonora, mas achou difícil de usar. No final das contas, ele decidiu tocar segmentos da música separadamente e conectá-los em uma faixa. Para comemorar o primeiro aniversário do jogo, Fox lançou cinco obras musicais não utilizadas em seu blog em 2016.  Quatro das músicas do jogo foram lançadas como conteúdo oficial para download para a versão Steam de Groove Coaster da Taito.

## Lançamento e recepção
A trilha sonora oficial de Undertale foi lançada pela gravadora de videogames Materia Collective em 2015, simultaneamente ao lançamento do jogo. Além disso, dois álbuns covers oficiais de Undertale foram lançados: o álbum de metal/eletrônico de 2015, Determination, de RichaadEB e Ace Waters, e o álbum de jazz de 2016, Live at Grillby's, de Carlos Eiene, mais conhecido como insaneintherainmusic. Outro álbum de duetos de jazz baseados nas músicas dde Undertale, Prescription for Sleep, foi apresentado e lançado em 2016 pelo saxofonista Norihiko Hibino e pelo pianista Ayaki Sato. Uma edição em 2x LP da trilha sonora de Undertale, produzida por iam8bit, também foi lançada no mesmo ano. Dois livros de partituras e álbuns digitais oficiais da Undertale Piano Collections, arranjados por David Peacock e interpretados por Augustine Mayuga Gonzales, foram lançados em 2017 e 2018 pela Materia Collective. Uma fantasia de Mii Fighter baseada em Sans foi disponibilizada para download no título crossover Super Smash Bros. Ultimate em setembro de 2019, marcando a estreia oficial do personagem como modelo 3D. Este traje também adiciona um novo arranjo de "Megalovania" da Fox como faixa musical. O diretor do Super Smash Bros, Masahiro Sakurai, observou que Sans era um pedido popular para aparecer no jogo. A música de Undertale também foi adicionada ao Taiko no Tatsujin: Drum 'n' Fun! como conteúdo para download.
A trilha sonora de Undertale foi bem recebida pela crítica como parte do sucesso do jogo, em particular pelo uso de vários leitmotifs para os vários personagens usados nas várias faixas. Em particular, "Hopes and Dreams", o tema do chefe ao lutar contra Asriel no run-through onde o jogador evita matar qualquer monstro, traz de volta a maioria dos temas dos personagens principais e é "uma maneira perfeita de encerrar sua jornada", de acordo com Nadia Oxford da USgamer.  Oxford observa que esta faixa em particular demonstra a habilidade da Fox em "transformar músicas antigas em experiências completamente novas", usadas na trilha sonora do jogo. Tyler Hicks da GameSpot comparou a música a "melodias baseadas em bits".
A trilha sonora de Undertale foi frequentemente tocada por vários estilos e grupos. Como parte do quinto aniversário do jogo, a Fox transmitiu imagens com permissão de um concerto de 2019 das músicas de Undertale tocado pela Music Engine, um grupo de orquestra no Japão, com o apoio de Fangamer e 8–4.
A faixa "Megalovania" tem sido amplamente utilizada em memes da Internet e já era popular entre os fãs de Homestuck, já que outra versão da música estava associada aos personagens Vriska Serket, Jack Noir e Aradia Megido. Em janeiro de 2022, a canção foi tocada em uma apresentação circense que acontecia durante uma audiência pública semanal com o Papa Francisco.

## Lista de faixas
Todas as faixas escritas e compostas por Toby Fox. 
| Disco 1 |                                                                                      |         |  |
| N.º     | Título                                                                               | Duração |  |
| 1.      | "Once Upon a Time"                                                                   | 1:28    |  |
| 2.      | "Start Menu"                                                                         | 0:32    |  |
| 3.      | "Your Best Friend"                                                                   | 0:23    |  |
| 4.      | "Fallen Down"                                                                        | 0:57    |  |
| 5.      | "Ruins"                                                                              | 1:32    |  |
| 6.      | "Uwa!! So Temperate"                                                                 | 0:56    |  |
| 7.      | "Anticipation"                                                                       | 0:22    |  |
| 8.      | "Unnecessary Tension"                                                                | 0:17    |  |
| 9.      | "Enemy Approaching"                                                                  | 0:56    |  |
| 10.     | "Ghost Fight"                                                                        | 0:56    |  |
| 11.     | "Determination"                                                                      | 0:50    |  |
| 12.     | "Home"                                                                               | 2:03    |  |
| 13.     | "Home (Music Box)"                                                                   | 2:02    |  |
| 14.     | "Heartache"                                                                          | 1:48    |  |
| 15.     | "Sans."                                                                              | 0:50    |  |
| 16.     | "Nyeh Heh Heh!"                                                                      | 0:32    |  |
| 17.     | "Snowy"                                                                              | 1:44    |  |
| 18.     | "Uwa!! So Holiday"                                                                   | 0:30    |  |
| 19.     | "Dogbass"                                                                            | 0:06    |  |
| 20.     | "Mysterious Place"                                                                   | 0:44    |  |
| 21.     | "Dogsong"                                                                            | 0:37    |  |
| 22.     | "Snowdin Town"                                                                       | 1:16    |  |
| 23.     | "Shop"                                                                               | 0:50    |  |
| 24.     | "Bonetrousle"                                                                        | 0:57    |  |
| 25.     | "Dating Start!"                                                                      | 1:56    |  |
| 26.     | "Dating Tense!"                                                                      | 0:26    |  |
| 27.     | "Dating Fight!"                                                                      | 0:35    |  |
| 28.     | "Premonition"                                                                        | 1:01    |  |
| 29.     | "Danger Mystery"                                                                     | 0:18    |  |
| 30.     | "Undyne"                                                                             | 0:45    |  |
| 31.     | "Waterfall"                                                                          | 2:06    |  |
| 32.     | "Run!"                                                                               | 0:26    |  |
| 33.     | "Quiet Water"                                                                        | 0:32    |  |
| 34.     | "Memory"                                                                             | 1:15    |  |
| 35.     | "Bird That Carries You Over a Disproportionately Small Gap"                          | 0:25    |  |
| 36.     | "Dummy!"                                                                             | 2:25    |  |
| 37.     | "Pathetic House"                                                                     | 0:38    |  |
| 38.     | "Spooktune"                                                                          | 0:23    |  |
| 39.     | "Spookwave"                                                                          | 0:25    |  |
| 40.     | "Ghouliday"                                                                          | 0:12    |  |
| 41.     | "Chill"                                                                              | 0:56    |  |
| 42.     | "Thundersnail"                                                                       | 0:42    |  |
| 43.     | "Temmie Village"                                                                     | 0:57    |  |
| 44.     | "Tem Shop"                                                                           | 0:45    |  |
| 45.     | "Ngahhh!!"                                                                           | 1:22    |  |
| 46.     | Sem título (Spear of Justice)                                                        | 1:55    |  |
| 47.     | "Ooo"                                                                                | 0:14    |  |
| 48.     | "Alphys"                                                                             | 1:25    |  |
| 49.     | "It's Showtime!"                                                                     | 0:46    |  |
| 50.     | "Metal Crusher"                                                                      | 1:03    |  |
| 51.     | "Another Medium"                                                                     | 2:22    |  |
| 52.     | "Uwa!! So Heats!!"                                                                   | 0:33    |  |
| 53.     | "Stronger Monsters"                                                                  | 1:03    |  |
| 54.     | "Hotel"                                                                              | 1:27    |  |
| 55.     | "Can You Really Call This a Hotel, I Didn't Receive a Mint on My Pillow or Anything" | 1:01    |  |
| 56.     | "Confession"                                                                         | 0:42    |  |
| 57.     | "Live Report"                                                                        | 0:17    |  |
| 58.     | "Death Report"                                                                       | 0:47    |  |
| 59.     | "Spider Dance"                                                                       | 1:46    |  |
| 60.     | "Wrong Enemy!?"                                                                      | 0:58    |  |
| 61.     | "Oh! One True Love"                                                                  | 1:24    |  |
| 62.     | "Oh! Dungeon"                                                                        | 0:32    |  |
| 63.     | "It's Raining Somewhere Else"                                                        | 2:50    |  |
| 64.     | "Core Approach"                                                                      | 0:12    |  |
| 65.     | "Core"                                                                               | 2:46    |  |
| 66.     | "Last Episode!"                                                                      | 0:07    |  |
| 67.     | "Oh My..."                                                                           | 0:14    |  |
| 68.     | "Death by Glamour"                                                                   | 2:14    |  |
| 69.     | "For the Fans"                                                                       | 1:47    |  |
| 70.     | "Long Elevator"                                                                      | 0:20    |  |
| 71.     | "Undertale" (Guitarra por Stephanie MacIntire)                                       | 6:21    |  |
| 72.     | "Song That Might Play When You Fight Sans"                                           | 1:02    |  |
| 73.     | "The Choice"                                                                         | 2:12    |  |
| 74.     | "Small Shock"                                                                        | 0:14    |  |
| 75.     | "Barrier"                                                                            | 0:31    |  |
| 76.     | "Bergentrückung"                                                                     | 0:21    |  |
| 77.     | "Asgore"                                                                             | 2:36    |  |

| Disco 2 |                                |         |  |
| N.º     | Título                         | Duração |  |
| 78.     | "You Idiot"                    | 0:34    |  |
| 79.     | "Your Best Nightmare"          | 4:00    |  |
| 80.     | "Finale"                       | 1:52    |  |
| 81.     | "An Ending"                    | 3:28    |  |
| 82.     | "She's Playing Piano"          | 0:18    |  |
| 83.     | "Here We Are"                  | 2:06    |  |
| 84.     | "Amalgam"                      | 1:20    |  |
| 85.     | "Fallen Down (Reprise)"        | 2:30    |  |
| 86.     | "Don't Give Up"                | 2:02    |  |
| 87.     | "Hopes and Dreams"             | 3:01    |  |
| 88.     | "Burn in Despair!"             | 0:21    |  |
| 89.     | "Save the World"               | 1:53    |  |
| 90.     | "His Theme"                    | 2:05    |  |
| 91.     | "Final Power"                  | 0:18    |  |
| 92.     | "Reunited"                     | 4:44    |  |
| 93.     | "Menu (Full)"                  | 0:32    |  |
| 94.     | "Respite"                      | 1:54    |  |
| 95.     | "Bring It In, Guys!"           | 4:12    |  |
| 96.     | "Last Goodbye"                 | 2:15    |  |
| 97.     | "But the Earth Refused to Die" | 0:34    |  |
| 98.     | "Battle Against a True Hero"   | 2:36    |  |
| 99.     | "Power of -NEO-"               | 0:30    |  |
| 100.    | "Megalovania"                  | 2:36    |  |
| 101.    | "Good Night"                   | 0:31    |  |

## Gráficos
| Posição (2016)                      | Pico |
| ----------------------------------- | ---- |
| UK Independent Album Breakers (OCC) | 19   |
| UK Soundtrack Albums (OCC)          | 25   |
| US Independent Albums (Billboard)   | 21   |
| US Soundtrack Albums (Billboard)    | 5    |